# Olios fimbriatus
Olios fimbriatus är en spindelart som beskrevs av Pater Chrysanthus 1965. Olios fimbriatus ingår i släktet Olios och familjen jättekrabbspindlar. Inga underarter finns listade i Catalogue of Life.